# Anaea vicinia
Anaea vicinia är en fjärilsart som beskrevs av Otto Staudinger 1887. Anaea vicinia ingår i släktet Anaea och familjen praktfjärilar. Inga underarter finns listade i Catalogue of Life.